# Michel Châteauneuf
Michel Châteauneuf (né en 1962 à Trois-Rivières) est un écrivain québécois.

## Biographie
Auteur de littérature pour la jeunesse et romancier, Michel Châteauneuf obtient un baccalauréat et une maîtrise en création à l’Université du Québec à Trois-Rivières. Parallèlement à ses études universitaires, il travaille comme journaliste pigiste au quotidien Le Nouvelliste, et est rédacteur pour la station de radio CJTR. De 1985 à 2002, il coordonne les programmes d’immersion de l’École internationale de français de l’UQTR où il anime également des ateliers d’écriture journalistique. Depuis 1993, il enseigne la littérature au niveau collégial, d’abord au Cégep de Victoriaville, puis au Collège Laflèche à Trois-Rivières. Il  voyage dans plusieurs régions des Amériques, notamment au Brésil où il a séjourné à quelques reprises.
En 2005, il publie son premier récit, La Quête de Perce-Neige, qui est finaliste au Prix de littérature Gérald-Godin 2006, au Prix Cécile-Gagnon 2006 de l’AEQJ et au Prix de littérature Clément-Morin Culture Mauricie 2006. Michel Châteauneuf est membre de la Société des écrivains de la Mauricie, du Conseil de la culture et des communications de la Mauricie, de l’Association des écrivains québécois pour la jeunesse et de l’Union des écrivaines et des écrivains québécois (UNEQ).

## Honneurs
- 2015 - Finaliste au Prix de littérature Gérald-Godin, L’Odyssée de Perce-Neige
- 2014 - Finaliste au Prix livre de l'année Culture Mauricie, L’Odyssée de Perce-Neige
- 2012 - Finaliste au Prix de littérature Gérald-Godin, Bad trip au Sixième ciel
- 2011 - Prix de littérature Clément-Morin Culture Mauricie, Bad trip au Sixième ciel
- 2011 - Prix de littérature Gérald-Godin, La Société des pères meurtriers
- 2011 - Finaliste au Prix Arthur-Ellis du roman policier canadien, dans la catégorie «Best French Crime Book», La Société des pères meurtriers
- 2007 - Finaliste au Prix de littérature Clément-Morin Culture Mauricie, La balade des tordus
- 2006 - Finaliste au Prix de littérature Gérald-Godin, La Quête de Perce-Neige
- 2006 - Finaliste au Prix Cécile-Gagnon, La Quête de Perce-Neige
- 2006 - Finaliste au Prix de littérature Clément-Morin Culture Mauricie, La Quête de Perce-Neige

## Événements
Michel Châteauneuf participera au 37e Salon du livre de Trois-Rivières qui aura lieu du 27 au 30 mars 2025.